# Boris Griszyn
Boris Griszyn, ros. Борис Гришин (ur. 4 stycznia 1938 w Moskwie) – radziecki piłkarz wodny. Dwukrotny medalista olimpijski.
Brał udział w dwóch igrzyskach (IO 64, IO 68), na obu zdobywał medale. W 1968 reprezentanci ZSRR zajęli trzecie miejsce, cztery lata później drugie. Był mistrzem Europy 1966, wicemistrzem w 1962. Występował w barwach moskiewskiego Dinama.
Jego syn oraz żona również byli medalistami olimpijskimi.